# Лахти, Аймо
Аймо Иоханнес Лахти (фин. Aimo Johannes Lahti; 28 апреля 1896, Вийала, Або-Бьёрнеборгская губерния — 19 апреля 1970, Йювяскюля) — финский конструктор стрелкового оружия, инженер-самоучка, главный оружейник и генерал-майор вооружённых сил Финляндии. Разработал пистолет Lahti L-35, пистолет-пулемёт Suomi KP/-31, пулемёты Lahti-Saloranta M-26, Maxim M/32-33, Sampo L-41, противотанковое ружьё Lahti L-39, зенитный пулемёт 7,62 ItKk 31 VKT и зенитную пушку 20 ItK 40 VKT.

## Биография
Родился в 1896 году, в деревне Вийяла (современный город Акаа), старший из пяти сыновей.. Бросив школу после 6-го класса, устроился работать на стекольный завод; тогда же, приобретя на заработанные пять марок винтовку системы Бердана, всерьёз заинтересовался стрелковым оружием. Отслужил по призыву в финской армии в 1918—1919, женился 20 октября 1919 года (единственный сын, Олав Лахти, пилот финских ВВС, погиб в бою в 1944). В 1921 году, после непродолжительной работы в железнодорожных мастерских Лахти перешёл на должность оружейника финской армии.
В 1922 году, изучив немецкий автомат MP-18 — неудачную и дорогую конструкцию, Лахти сконструировал пистолет-пулемёт Suomi M-22 (впоследствии усовершенствованный до серийного Suomi M-31) и изготовил опытную партию в 200 единиц. До конца 1920-х годов по заказам финской армии Лахти разработал и запустил в производство ручной пулемёт M-26 и получившую за характерное ограждение мушки прозвище «Pystykorva» («шпиц») винтовку M-27 (на основе винтовки Мосина).
В 1932 году Лахти упрочил своё положение, заключив уникальный контракт с министерством обороны (министерство пошло навстречу из опасения, что Лахти переедет в США на более выгодных условиях — 3 миллиона марок и 5 процентов от стоимости оружия его системы, произведенных в Америке);со своей стороны, государство получало права на его изобретения. В 1930-х годах конструкции Лахти изготавливали в Дании, Швеции, Норвегии; сами финны поставляли оружие за рубеж, вплоть до Китая.
После перемирия 1944 года Союзная контрольная комиссия в Финляндии привлекла Лахти к ответу по делу о пропаже партии в 30 единиц опытного оружия. Лахти был пожизненно отстранён от проектирования оружия и уволен в отставку с генеральской пенсией.
Умер в 1970 году.
- пистолет Lahti L-35
- пистолет-пулемёт Suomi KP/-31
- ручной пулемёт Lahti-Saloranta M-26
- станковый пулемёт Maxim M/32-33
- пулемёт Sampo L-41
- противотанковое ружьё Lahti L-39
- зенитный пулемёт 7,62 ItKk 31 VKT
- зенитная пушка 20 ItK 40 VKT